# Ameyzieu
Ameyzieu est une ancienne commune de l'Ain qui est aujourd'hui un hameau de Talissieu.

## Géographie
Le territoire tel qu'il existait avant 1863 était composé deux foyers de population principaux : Artemare et le bourg. Située dans le Bas-Bugey, l'ancienne commune est exposée au sud entre deux chaînons du Massif du Jura : le Planachat à l'ouest et le Colombier qui culmine au Grand-Colombier (1 538 m d'altitude) à l'est.

## Histoire
Ameyzieu est une ancienne commune de l'Ain, supprimée par la loi du 25 mars 1863. Le territoire de la commune fut alors partagé entre les communes de Talissieu et d'Yon qui récupèrent respectivement le chef-lieu et le hameau d'Artemare. Par la même occasion, Yon devient Yon-Artemare puis simplement Artemare en 1886.
L'ancienne paroisse (Ecclesia Ameysiaci, de Amaysiaco, Amaysieu, Amaisia) était sous le vocable de saint Blaise.
Ameyzieu possédait plusieurs villas à l'époque gallo-romaine, ainsi que l'attestent les ruines qu'on y rencontre sur divers points et les objets antiques qu'on y recueille fréquemment. Son nom se lit sur une inscription du IIIe siècle, autrefois sur le cimetière de Talissieu et conservée ensuite à Belley, dans le jardin du collége : VALENTINUS ACTOR FONDI AMMATIACI.
Comme paroisse Ameyzieu n'apparaît que vers l'an 1160. En 1198, le droit de présentation et de collation à la cure fut adjugé au prieur de Nantua par sentence arbitrale de Renaud de Forez, archevêque de Lyon. Dès le milieu du XIVe siècle la paroisse d'Ameyzieu était déjà réunie de fait à celle de Talissieu et desservie par son curé.

## Toponymie

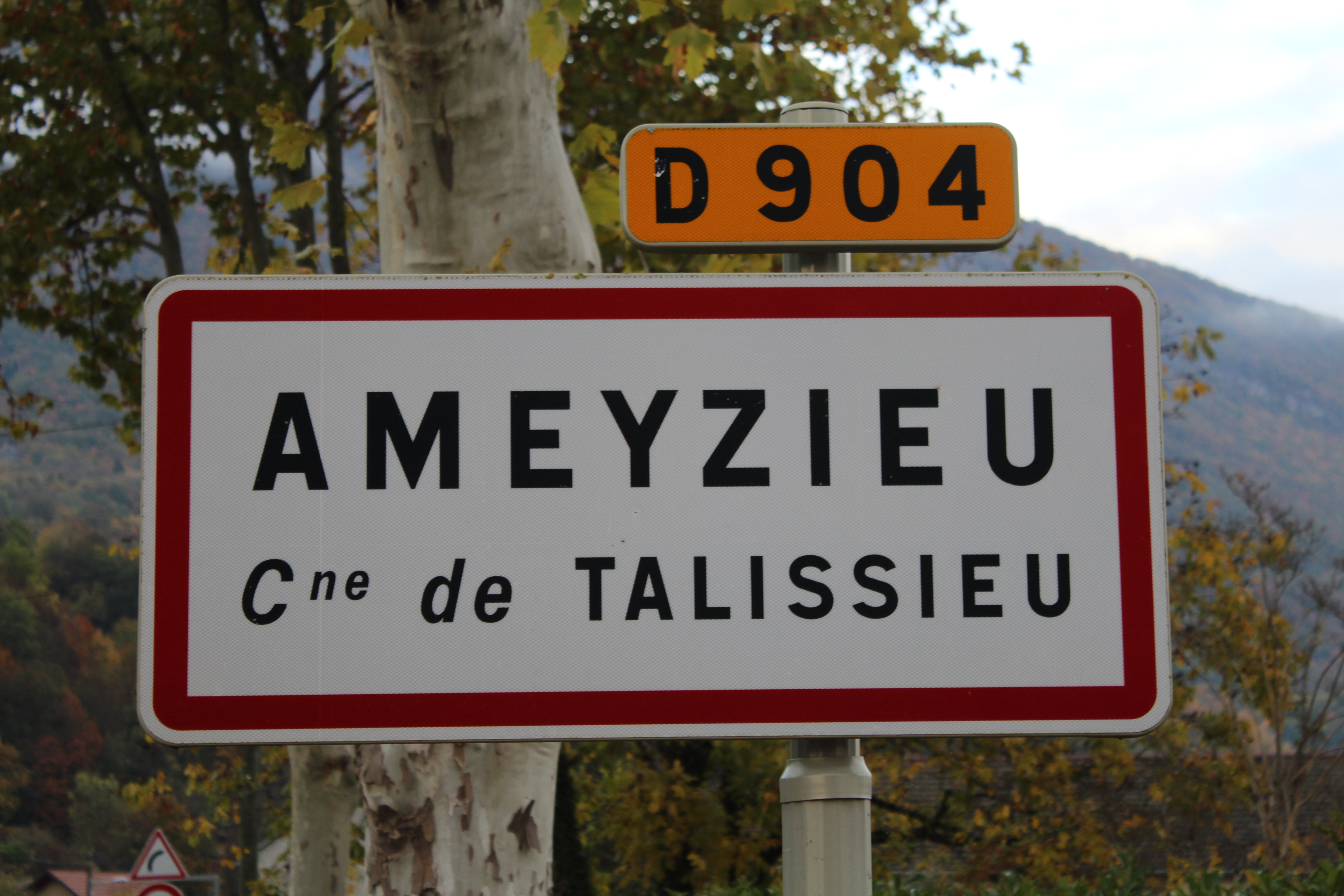
Panneau d'entrée dans le hameau.

Les premières références au hameau datent de 1198 selon Samuel Guichenon sous les noms d'Amaisiacus et Ameysiacus. Il évoque une variante pour 1312 avec Amaysiacus. Au XVIIIe siècle, il est cité Ameysieu en 1670 puis Amézieu en 1734. Enfin, au début de la Révolution française, Ameyzieu est référencé en 1791 bien qu'on trouve Amézieux au début du XIXe siècle.

## Population et société

### Démographie
| 1793 | 1800 | 1806 | 1821 | 1831 | 1836 | 1846 | 1851 | 1856 |
| ---- | ---- | ---- | ---- | ---- | ---- | ---- | ---- | ---- |
| 335  | 387  | 380  | 397  | 527  | 523  | 482  | 579  | 593  |

| 1861 | - | - | - | - | - | - | - | - |
| ---- | - | - | - | - | - | - | - | - |
| 573  | - | - | - | - | - | - | - | - |

## Culture locale et patrimoine

### Lieux et monuments
- Chapelle Saint-Blaise

### Personnalités liées à la commune
- Guillaume Soland (1747-1794), général de brigade de la Révolution française né à Ameyzieu.